# موکشا (هندوئیسم)

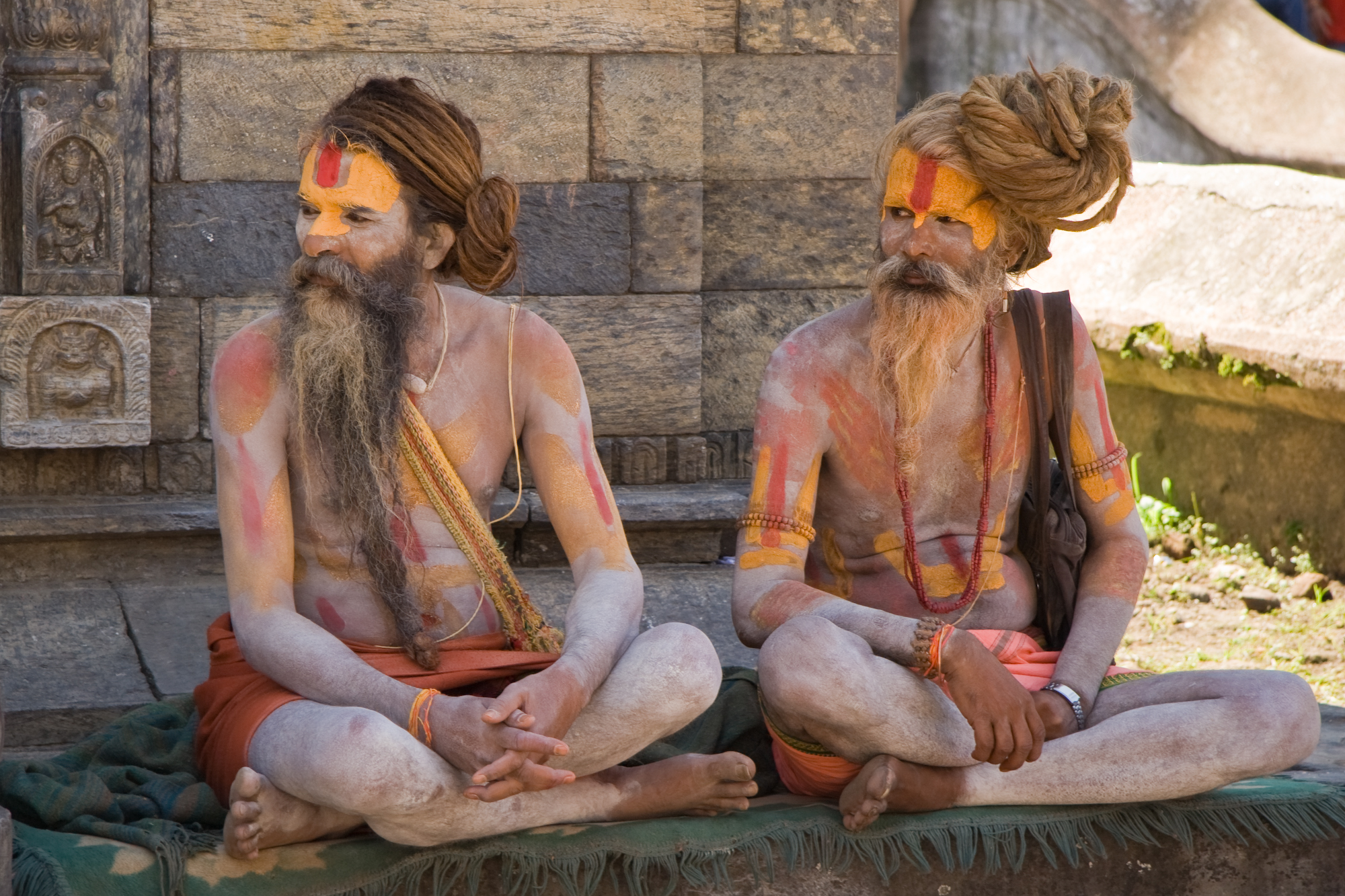
دو مرتاضِ هندو در کاتماندو، نپال.

چرخه‌شکنی یا موکشا (سانسکریت: मोक्ष) یکی از مفاهیم ادیان هندی اعم از هندو و بودایی است که به رهایی از چرخهٔ زایش‌های دوباره (سَمساره) اشاره دارد. به باور این ادیان، چرخه‌شکنی از راهِ جدایی از حسِ من‌بودگی و یکی‌شدن یا جذب شدن در هستیِ والاتر قابلِ دستیابی است و این ادیان، چنان هستی بالاتر را یک هستی توصیف‌ناشدنی و بدون صفت و ابعاد و بدون مکان و زمان می‌دانند.
در فلسفه یوگا، چرخه‌شکنی به صورت فراتر رفتن از آگاهی‌های انسانی از زمان، فضا و علت و معلول تشریح می‌شود.
در یوگا چهار گام برای رسیدن به چرخه‌شکنی لازم است: خدمت بی‌چشمداشت به آفریدگان، عشق خودزداینده، نیروی تشخیص مطلق، و استغراق «شاهانه» در مراقبه.
رهایی از چرخهٔ سمساره و وارد شدن به مرحله هستی بدون صفت را موکتی (Mukti) می‌نامند.

## توصیف
در ادیان و فلسفه‌های هندی، مفهوم رهایی نهایی یا رستگاری، یک هدف غایی و محوری است که به آزادی روح از محدودیت‌های جهان مادی اشاره دارد. این مفهوم که اغلب از آن با عنوان آزادی معنوی یاد می‌شود، صرفاً یک باور مربوط به زندگی پس از مرگ نیست، بلکه حالتی از کمال و خودشناسی است که می‌تواند در همین زندگی نیز تجربه شود. درک این رهایی، نیازمند فهمیدن دیدگاه این ادیان نسبت به چرخه زندگی است. بر اساس این دیدگاه، تمام موجودات در یک گردونه بی‌پایان از تولد، مرگ و بازپیدایی گرفتار هستند که از آن به عنوان چرخه زاد و مرگ یاد می‌شود. این چرخه ذاتاً با رنج و ناخشنودی همراه است و نیروی محرکه آن، جهل و نادانی نسبت به ماهیت واقعی خویشتن و جهان است.
ریشه گرفتاری در این چرخه، قانون کنش و پیامد است؛ اصلی که بیان می‌کند هر عمل، فکر و گفتار ارادی، نتیجه‌ای متناسب با خود را در آینده به دنبال خواهد داشت. اعمال نیکو به تجربیات خوشایند و اعمال ناشایست به تجربیات دردناک منجر می‌شوند و این نتایج، روح را همچنان در گردونه هستی نگه می‌دارند. بنابراین، رهایی نهایی به معنای فراتر رفتن از این قانون و شکستن چرخه زاد و مرگ است. این آزادی، وضعیتی است که در آن فرد از هرگونه وابستگی، رنج و محدودیت آزاد شده و به آرامش و دانایی مطلق دست می‌یابد.
در طول تاریخ، مکاتب مختلف فلسفی هند راه‌های متفاوتی را برای رسیدن به این رستگاری پیشنهاد کرده‌اند. برخی بر مسیر دانش و خرد تأکید دارند و معتقدند که رهایی از طریق درک عمیق و شهودی حقیقت غایی و شناخت گوهر خویشتن حاصل می‌شود. در این دیدگاه، جهل بزرگ‌ترین مانع است و با معرفت می‌توان بر آن غلبه کرد. مکتب دیگری مسیر کردار درست و زندگی بر اساس نظم کیهانی را توصیه می‌کند. در این راه، فرد با انجام وظایف خود بدون هیچ‌گونه دلبستگی به نتیجه، به‌تدریج از بندهای قانون کنش و پیامد آزاد می‌شود. مسیر سوم، راه عشق و پرستش است که در آن، فرد از طریق تسلیم و ارادت کامل به یک حقیقت الهی، به یگانگی با آن حقیقت رسیده و از این طریق به رهایی دست می‌یابد.
در مکتب فلسفی ودانتا، رهایی نهایی به معنای درک یگانگی «گوهر خویشتن» فردی با «هستی مطلق» یا حقیقت غایی کیهانی است. این مکتب معتقد است که جدایی میان این دو، توهمی برخاسته از جهل است و با زدودن این پرده نادانی، روح به سرچشمه اصلی خود بازمی‌گردد. در مکتب یوگا، این رهایی از طریق تمرین‌های عملی و ریاضت‌های جسمی و ذهنی به دست می‌آید که هدف آن، آرام کردن نوسانات ذهن و رسیدن به حالتی از آگاهی خالص و بدون تأثیرپذیری از جهان مادی است.
این مفهوم در دیگر ادیان بزرگ هند نیز جایگاه ویژه‌ای دارد. در آیین جین، رهایی به معنای پاک شدن کامل روح از تمام ذرات مادی است که به دلیل کنش‌ها به آن چسبیده‌اند. وقتی روح کاملاً خالص و سبک شد، به بالاترین نقطه کیهان صعود کرده و تا ابد در حالت دانایی و سعادت مطلق باقی می‌ماند. در آیین بودا، این مفهوم با عنوان فروخاموشی یا نیروانا شناخته می‌شود که به معنای خاموش کردن شعله‌های حرص، نفرت و جهل است. رسیدن به این حالت، پایان رنج و رهایی کامل از چرخه زاد و مرگ است. اگرچه مسیرها و تعاریف در این ادیان متفاوت است، اما همگی بر یک هدف مشترک تأکید دارند: فراتر رفتن از رنج‌های دنیوی و دستیابی به یک حالت متعالی از آزادی، آرامش و دانایی ابدی.